# Varennes-lès-Narcy
Varennes-lès-Narcy è un comune francese di 909 abitanti situato nel dipartimento della Nièvre nella regione della Borgogna-Franca Contea.

## Società

### Evoluzione demografica
Abitanti censiti